# Carl Frommann
Georg Carl Ludwig Gottlieb Frommann (auch Karl; * 9. April 1809 in Unterlauter bei Coburg; † 5. Dezember 1879 in Jena) war ein deutscher evangelisch-lutherischer Theologe und Geistlicher. Zuletzt wirkte er als Generalsuperintendent für den Konsistorialbezirk St. Petersburg in der Evangelisch-Lutherischen Kirche in Russland.

## Leben
Frommann, ein Sohn des Pfarrers Ehrhard Gottlieb Frommann, studierte ab 1828 Evangelische Theologie in Jena, Bonn und Berlin und wurde unter anderem von Ludwig Friedrich Otto Baumgarten-Crusius, Friedrich Bleek, Karl Immanuel Nitzsch, Friedrich Schleiermacher und August Neander geprägt. 1833 wurde er in Jena zum Lizenziaten promoviert und veröffentlichte als „Candidat der Theologie im Coburgschen“ einen Aufsatz über ein neutestamentliches Thema. An der Universität Jena wurde er 1837 zum außerordentlichen Professor ernannt. 1839 verlieh ihm die Universität Rostock aufgrund seiner Untersuchung zum johanneischen Lehrbegriff den Grad eines Dr. theol.
Im selben Jahr wurde Frommann in ein Pfarramt der deutschsprachigen lutherischen Gemeinde an der eben fertiggestellten Sankt-Petri-Kirche in Sankt Petersburg gewählt, das er 1840 antrat. Hier gründete er 1834 einen Armenpflegeverein und wurde später auch Konsistorialrat. 1865 wurde er als Honorarprofessor für Praktische Theologie an die Universität Berlin berufen; schon 1868 aber kehrte er nach Sankt Petersburg zurück, um die Stelle des Generalsuperintendenten und Vizepräsidenten am Provinzialkonsistorium zu übernehmen. Nachdem er 1875 durch einen Schlaganfall gelähmt war, gab er sein Amt auf und verbrachte seinen Lebensabend in Jena.

## Familie
Frommann war dreimal verheiratet: Zuerst mit Elisabeth Henriette geb. Hauck (1816–1854), nach deren Tod ab 1855 mit Emilie Karoline geb. Bruun (1825–1867) nach deren Tod ab 1868 mit Mathilde Richter (1835–1903).

## Veröffentlichungen
- De disciplina arcani, quae in vetere ecclesia christiana obtinuisse fertur. Dissertatio historico-theologica. Jenae 1833.
- Ueber den Widerspruch, welcher zwischen der Stelle Jak. 2, 14–26. und der paulinischen Lehre von der Rechtfertigung durch den Glauben statt finden soll. In: Theologische Studien und Kritiken 6.1, 1833, S. 84–118.
- Der Johanneische Lehrbegriff in seinem Verhältnisse zur gesammten biblisch-christlichen Lehre. Breitkopf und Härtel, Leipzig 1839 (Digitalisat).
- Ueber die Echtheit und Integrität des Evangel. Johannis, mit besonderer Rücksicht auf Weiße's evangelische Geschichte. In: Theologische Studien und Kritiken 13.2, 1840, S. 853–930.
- Zehn Predigten. Breitkopf und Härtel, Leipzig 1841.
- Das Verhältniß zwischen dem christlichen Glauben und unserer heutigen wissenschaftlichen Bildung. Drei Vorträge.  H. Schmitzdorff, St. Petersburg 1865 (Digitalisat).